# NGC 1591
NGC 1591 é uma galáxia espiral barrada (SBab) localizada na direcção da constelação de Eridanus. Possui uma declinação de -26° 42' 46" e uma ascensão recta de 4 horas, 29 minutos e 30,7 segundos.
A galáxia NGC 1591 foi descoberta em 6 de Novembro de 1834 por John Herschel.